# Migos
Migos — amerykańskie trio hip hopowe z Lawrenceville w stanie Georgia, założone w 2008 roku. Zespół składał się z trzech raperów znanych pod pseudonimami: Takeoff, Offset i Quavo. Ich menadżerem jest Coach K, były menadżer raperów z Atlanty Gucci Mane i Young Jeezy. Trio często współpracuje z producentami takimi jak Zaytoven, DJ Durel, Murda Beatz i Buddah Bless.

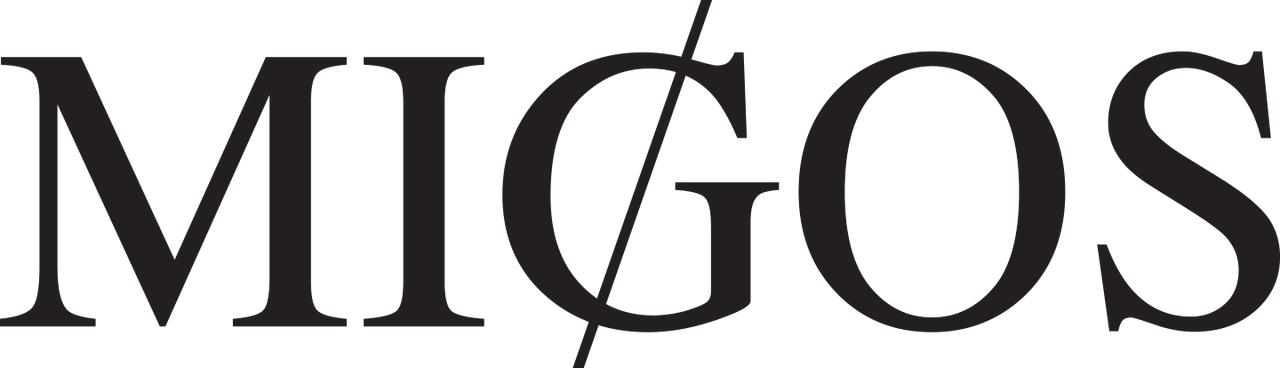
Logo Migos

Migos wydał swój komercyjny debiutancki singel „Versace” w 2013 roku, pochodzi on z ich mixtape'u Y.R.N. (Young Rich Niggas). Następnie wydali kilka innych singli, w tym „Fight Night” (2014), „Look at My Dab” (2015) „Bad and Boujee” (z gościnnym udziałem Lil Uzi Vert) (2016), „MotorSport” (z Nicki Minaj i Cardi B) (2017), „Stir Fry” (2017) i „Walk It Talk It” (z udziałem Drake'a) (2018).
Migos wydał swój debiutancki album Yung Rich Nation w lipcu 2015 roku za pośrednictwem wytwórni Quality Control Music i 300 Entertainment. Ich drugi album, Culture, został wydany w styczniu 2017 r. i zadebiutował na szczycie listy Billboard 200. Grupa później podpisała kontrakt z Motown i Capitol Records w lutym 2017 W styczniu 2018 r. wydali Culture II, zajęli po raz drugi pierwsze miejsce na liście Billboard 200.

## Kariera

### 2008–12: Początki
Migos został założony w 2008 roku przez Quavo, Takeoffa, i Offseta, początkowo nazywali się Polo Club. Trzej członkowie są bezpośrednio spokrewnieni i wychowywali się razem; Quavo jest wujkiem Takeoffa, a Offset jest kuzynem Quavo. Cała trójka dorastała razem na przedmieściach Atlanty. Grupa wydała swój pierwszy pełny mixtape zatytułowany Juug Season, 25 sierpnia 2011 r. Następnie 1 czerwca 2012 r. Wydali mixtape No Label.

### 2013: Przełom i Y.R.N.
W 2013 roku Migos wydali przełomowy singel „Versace”. Singel został wyprodukowany przez Zaytovena i osiągnął 99 miejsce na liście Billboard Hot 100. Później tego samego roku kanadyjski raper Drake przyniósł singlowi większe uznanie, gdyż zremiksował piosenkę, dodając swoją zwrotkę, remix później wykonał na żywo na iHeartRadio Music Festival w 2013 roku. 13 czerwca Migos wydali swój mixtape Y.R.N. (Young Rich Niggas), na którym znajdował się singel „Versace”, mixtape spotkał się z uznaniem krytyków. Brandon Soderberg ze Spin przyznał mu 8 na 10 gwiazdek i porównał trzech członków grupy do raperów Gucci Mane, Soulja Boy i Future.
15 czerwca 2013 roku grupa wystąpiła w rapowej stacji radiowej Hot 107.9's Birthday Bash. W październiku 2013 roku grupa pojawiła się w programie XXL „Show & Prove”. „Versace” znalazło się na wielu listach pod koniec roku 2013, w tym na trzecim miejscu magazynu XXL „The 25 Best Songs of 2013”, na czwartym miejscu na liście Complex „The 50 Best Songs of 2013”, na piątym miejscu na „50 najlepszych piosenek 2013 roku” magazynu SPIN, numer 38 w „The Top 100 Tracks of 2013” portalu Pitchfork i 69 miejsce w „The 100 Best Songs of 2013” według czasopisma Rolling Stone. YRN (Young Rich Niggas) został uznany 27. najlepszym albumem w 2013 i szóstym najlepszym albumem z gatunku hip-hop w 2013 przez magazyn SPIN.

### 2014–15: Yung Rich Nation
25 lutego 2014 r. Migos wydał kontynuację swojego drugiego mixtape'a, zatytułowaną No Label 2.
No Label 2 spotkało się z ogólnie pozytywnymi recenzjami krytyków muzycznych.
14 marca 2014 roku Migos wydało Y.R.N. 2.Trio dążyło do tego, aby na projekcie znalazło się co najmniej 20 piosenek. W czerwcu 2014 roku ujawniono, że Migos podpisał kontrakt z 300 Entertainment, wytwórnia ta jest dystrybuowana przez Atlantic Records. W czerwcu 2014 r. Ich singel „Fight Night” znalazł się na liście XXL „25 najlepszych piosenek 2014 r.”. Singel zadebiutował też pod numerem 69 na liście Billboard Hot 100. Po wydaniu ich mixtape'u Rich Nigga Timeline, który ukazał się 5 listopada 2014 roku, Rolling Stone uznało go za siódmy najlepszy rapowy album 2014 roku.
5 lutego 2015 roku Migos wydało singel zatytułowany „One Time”. 23 marca 2015 roku grupa wydała teledysk do tego singla. Singel zadebiutował na 34 miejscu na liście Hot R & B / Hip-Hop Songs. Po niewielkim opóźnieniu, z powodu incydentu na Georgia Southern University (który doprowadził do aresztowania Offseta), debiutancki album Migos, Yung Rich Nation (pierwotnie zatytułowany YRN: Tha Album), został wydany 31 lipca 2015 r. Yung Rich Nation otrzymał głównie pozytywne recenzje od krytyków muzycznych. W pierwszym tygodniu album sprzedał się w ilości 15 000 egzemplarzy i zajął trzecie miejsce na liście Top Rap Albums Charts.
We wrześniu 2015 roku Migos stał się niezależną grupą ponieważ opuścili 300 Entertainment z powodów zarobkowych.
17 września 2015 r. Migos wydali nowy mixtape zatytułowany Back to the Bando. Chociaż członek grupy Offset nadal był w areszcie, Migos nadal wydawali muzykę. Pierwsza piosenka z mixtape'u, "Look at My Dab", została wydana 6 września. Piosenka zyskała światową uwagę kiedy to Migos i inne znane osoby, takie jak Odell Beckham Jr. i Cam Newton, wykonały charakterystyczny ruch taneczny zwany „dabbing”.
22 października 2015 r. Migos i Rich the Kid wydali Streets on Lock 4. Migos pierwotnie miał wydać mixtape we współpracy z Young Thugiem zatytułowany MigoThuggin pod koniec 2016 roku, ale zrezygnowali z tego pomysłu. Ich kolejny mixtape Young Rich Niggas 2, został wydany 18 stycznia.

### 2016-22: Culture, Culture II i Culture III i rozpad zespołu
7 września 2016 r. Kanye West ogłosił, że podpisał z Migos kontrakt z jego wydawnictwem GOOD Music, ale w styczniu 2017 roku grupa oświadczyła, że nie jest powiązana z wytwórnią Westa.
28 października 2016 roku Migos wydał pierwszy singel z nowego albumu Culture. Singel nosił tytuł „Bad and Boujee”. Piosenka została wyprodukowana przez Metro Boomin i zawiera gościnny udział rapera Lil Uzi Vert. Teledysk do tego singla został wydany 31 października. Singel znalazł się na szczycie listy Billboard Hot 100, stając się pierwszym singlem Migosów który osiągnął pierwsze miejsce. Ich drugi album, Culture, został wydany 27 stycznia 2017 roku. W kwietniu 2017 roku Migosi pojawili się w piosence Katy Perry „Bon Appétit” z jej piątego albumu studyjnego, Witness.
30 maja 2017 roku Migos (pod marką Quality Control) wydał „Too Hotty”, który znalazł się na kompilacji, Quality Control: Control the Streets Vol. 1, która została wydana 19 grudnia 2017 roku. Teledysk został wydany 25 sierpnia.
27 października Migos oficjalnie wydał piosenkę „MotorSport”, główny singel z ich albumu Culture II, wraz z Cardi B i Nicki Minaj. Drugi singel, „Stir Fry”, został wydany 20 grudnia 2017. Piosenka została wyprodukowana przez Pharrella Williamsa. Piosenka została wykorzystana w 2018 NBA All-Star Weekend. 22 stycznia 2018 roku ukazał się promocyjny singel zatytułowany „Supastars”. Został wyprodukowany przez Honorable C.N.O.T.E., Buddah Bless i Quavo; był koprodukowany przez DJ Durel. Culture II zostało wydane 26 stycznia 2018 roku. Album zawiera dwadzieścia cztery utwory, w tym produkcje Metro Boomin, Dun Deal, Murda Beatz, Travisa Scotta, Zaytovena i innych.
W październiku 2018 r. Quavo oświadczył, że Culture III zostanie wydane na początku 2019 r. Album został następnie opóźniony i przełożony na początek 2020 roku. Jednak album został ponownie przesunięty z powodu pandemii COVID-19. Quavo udzielił wywiadu dla Billboardu w marcu 2020 roku i ogłosił wstrzymanie się z wydaniem Culture III, wyjaśniając, że było to w dużej mierze spowodowane brakiem możliwości nagrywania i wydania albumu po wejściu w życie zasad dystansu społecznego w większości stanów w USA. Zamiast tego grupa najpierw wyda Quarantine Mixtape w okresie poprzedzającym Culture III.
22 maja 2020 roku, podczas programu rapera Lil Wayne'a o nazwie Young Money Radio w serwisie Apple Music, Migos ogłosili że zmienią tytuł z Culture III na inny. Culture III ukazał się jednak 11 czerwca 2021 r. i osiągnął komercyjny sukces. Album zadebiutował na drugim miejscu listy Billboard 200, sprzedając się w pierwszym tygodniu w liczbie 130 tys. egzemplarzy. Zgromadził też w pierwszym tygodniu łącznie 144,57 milionów odsłuchań z serwisów streamingowych.
W 2022 roku zespół został rozwiązany po tym, jak ówczesna dziewczyna Quavo - Saweetie miała utrzymywać kontakty seksualne z Offsetem.
W październiku 2022 Quavo i Takeoff wydali album bez udziału Offseta.
1 listopada 2022 roku Takeoff zginął w wyniku ran postrzałowych.

## Dyskografia

### Albumy
- Yung Rich Nation (2015)
- Culture (2017)
- Culture II (2018) – złota płyta w Polsce[61]
- Culture III (2021)

### EP
- Trap Symphony EP (2015)
- 3 Way (2016)

### Mixtape'y
- Juug Season (2011)
- No Label (2012)
- Y.R.N. (Young Rich Niggas) (2013)
- Streets on Lock (z Rich the Kid) (2013)
- Lobby Runners (z PeeWee Longway, Young Thug i Rich the Kid) (2013)
- No Label 2 (2014)
- Streets on Lock 3 (z Rich the Kid) (2014)
- World War 3D: The Green Album (z Gucci Mane) (2014)
- Migo Lingo (z YRN Lingo) (2015)
- Still on Lock (z Rich the Kid) (2015)
- Back to the Bando (2015)
- Streets on Lock 4 (z Rich the Kid) (2015)
- Y.R.N 2 (Young RIch Niggas 2) (2016)
- Quaratine Mixtape (zapowiedziany)